# 松平正永
松平 正永（まつだいら まさなが、生没年不詳）は、江戸時代初期の武士。松平正朝の子。大草松平家の9代目当主。通称は善四郎。官位は従五位下・壱岐守、因幡守 。初名は正求（まさみ）。

## 略歴
徳川秀忠に仕え、後に父・正朝と共に徳川忠長に仕える。寛永9年（1632年）主君忠長が改易され、所帯を失った際に流浪する。寛永17年（1640年）に初めて徳川家光に拝謁し、父に継いで水戸藩家老となり、従五位下壱岐守に叙任。正永には子がなく大草松平家は絶えた。